# 2048
2048(이천사십팔)은 2047보다 크고 2049보다 작은 자연수다.

## 수학
- 합성수로, 그 약수는 총 12개다. (1, 2, 4, 8, 16, 32, 64, 128, 256, 512, 1024, 2048)
  - 2048의 진약수의 합은 2047이므로, 2048은 부족수다.
- 2번째 11제곱수다. 다음 11제곱수는 177147이다.
- 23번째 케이크 수다. 앞의 케이크 수는 1794, 다음은 2325다.
- 정2048각형은 작도할 수 있다.

## 과학
- NGC 2048: 황새치자리 방향에 있는 발광성운.

## 문화유산
- 대한민국의 보물 제2048호: 봉화 한수정

## 작품
- 《2048》: 2014년 3월 9일에 출시된 슬라이딩 블록 퍼즐 게임.

## 기타
- 연도: 2048년, 기원전 2048년

## 같이 보기
- 2000